# Världsmästerskapet i futsal 1996
Världsmästerskapet i futsal 1996 (officiellt FIFA Futsal World Championship Spain 1996 ) spelades i Spanien mellan 24 november och 8 december, 1996. Det var den tredje upplagan av världsmästerskapet i futsal som Fifa anordnade. 16 landslag deltog i slutspelet som bestod av 40 matcher. De deltagande lagen (förutom värdnationen Spanien) i mästerskapet spelade ett kvalspel för respektive federation. 
Mästerskapets slutsegrare blev Brasilien som i finalen spelade mot Spanien. Ryssland vann bronsmatchen mot Ukraina.

## Kvalificerade länder
| Federation                                      | Turnering | Kvalificerade lag                                                             |
| ----------------------------------------------- | --- | ----------------------------------------------------------------------------- |
| AFC Asien                                       | Kvalspelet till världsmästerskapet i futsal 1996 (AFC) Spelades på tre platser i Asien (Kina, Iran och Malaysia). | Iran · Kina · Malaysia                                                        |
| CAF Afrika                                      | Afrikanska mästerskapet i futsal 1996 Spelades i Egypten; 25–30 september 1996                                    | Egypten                                                                       |
| CONCACAF Nord– och Centralamerika samt Karibien | CONCACAF-mästerskapet i futsal 1996 Spelades i Guatemala; 30 augusti–7 september 1996                             | Kuba · USA                                                                    |
| CONMEBOL Sydamerika                             | CONMEBOL-mästerskapet i futsal 1996 Spelades i Rio de Janeiro; 16–20 april 1996                                   | Argentina · Brasilien · Uruguay                                               |
| OFC Oceanien                                    | Oceaniska mästerskapet i futsal 1996 Spelades i Vanuatu; 3–8 augusti 1996                                         | Australien                                                                    |
| UEFA Europa                                     | Europamästerskapet i futsal 1996 Spelades Spanien; 1996                                                           | Belgien · Italien · Nederländerna · Ryssland · Spanien (Värdnation) · Ukraina |

## Spelartrupper
Varje lag fick ta med sig 12 spelare samt en förbundskapten. Spelarna skulle vara anmälda till Fifa innan turneringens start.

## Spelorter
| Spanien                | Spanien                     | Spanien                                                | Spanien                   | Spanien                     |
| Barcelona              | Castellón de la Plana       | Barcelona ● Castellón de la Plana ● Murcia ● Segovia ● | Murcia                    | Segovia                     |
| ---------------------- | --------------------------- | ------------------------------------------------------ | ------------------------- | --------------------------- |
| Arena Palau Sant Jordi | Arena Pabellon de Castellon | Barcelona ● Castellón de la Plana ● Murcia ● Segovia ● | Arena Pabellon de Deporte | Arena Pedro Delgado Robledo |
| Kapacitet 15 000       | Kapacitet 4 357             | Barcelona ● Castellón de la Plana ● Murcia ● Segovia ● | Kapacitet 7 500           | Kapacitet 2 050             |

## Gruppspel

### Omgång 1

#### Grupp A
| Nr | Lag        | S | V | O | F | GM | IM | MS  | P |
| -- | ---------- | - | - | - | - | -- | -- | --- | - |
| 1  | Spanien    | 3 | 3 | 0 | 0 | 18 | 3  | +15 | 9 |
| 2  | Ukraina    | 3 | 2 | 0 | 1 | 22 | 9  | +13 | 6 |
| 3  | Egypten    | 3 | 1 | 0 | 2 | 13 | 19 | −6  | 3 |
| 4  | Australien | 3 | 0 | 0 | 3 | 4  | 26 | −22 | 0 |

| Hemma \ Borta | Australien | Egypten | Spanien | Ukraina |
| Australien    | —          | —       | —       | —       |
| Egypten       | 8–2        | —       | —       | —       |
| Spanien       | 7–0        | 7–2     | —       | 4–1     |
| Ukraina       | 11–2       | 10–3    | —       | —       |

#### Grupp B
| Nr | Lag           | S | V | O | F | GM | IM | MS  | P |
| -- | ------------- | - | - | - | - | -- | -- | --- | - |
| 1  | Nederländerna | 3 | 2 | 1 | 0 | 13 | 6  | +7  | 7 |
| 2  | Ryssland      | 3 | 1 | 2 | 0 | 15 | 5  | +10 | 5 |
| 3  | Argentina     | 3 | 1 | 1 | 1 | 7  | 9  | −2  | 4 |
| 4  | Kina          | 3 | 0 | 0 | 3 | 3  | 18 | −15 | 0 |

| Hemma \ Borta | Argentina | Kina | Nederländerna | Ryssland |
| Argentina     | —         | 2–1  | —             | 2–2      |
| Kina          | —         | —    | —             | —        |
| Nederländerna | 6–3       | 5–1  | —             | 2–2      |
| Ryssland      | —         | 11–1 | —             | —        |

#### Grupp C
| Nr | Lag      | S | V | O | F | GM | IM | MS  | P |
| -- | -------- | - | - | - | - | -- | -- | --- | - |
| 1  | Italien  | 3 | 2 | 1 | 0 | 16 | 5  | +11 | 7 |
| 2  | Uruguay  | 3 | 2 | 1 | 0 | 7  | 3  | +4  | 7 |
| 3  | USA      | 3 | 1 | 0 | 2 | 12 | 7  | +5  | 3 |
| 4  | Malaysia | 3 | 0 | 0 | 3 | 4  | 24 | −20 | 0 |

| Hemma \ Borta | Italien | Malaysia | Uruguay | USA |
| Italien       | —       | —        | —       | 4–2 |
| Malaysia      | 1–10    | —        | —       | —   |
| Uruguay       | 2–2     | 4–1      | —       | —   |
| USA           | —       | 10–2     | 0–1     | —   |

#### Grupp D
| Nr | Lag       | S | V | O | F | GM | IM | MS  | P |
| -- | --------- | - | - | - | - | -- | -- | --- | - |
| 1  | Brasilien | 3 | 3 | 0 | 0 | 31 | 5  | +26 | 9 |
| 2  | Belgien   | 3 | 2 | 0 | 1 | 13 | 10 | +3  | 6 |
| 3  | Iran      | 3 | 1 | 0 | 2 | 12 | 13 | −1  | 3 |
| 4  | Kuba      | 3 | 0 | 0 | 3 | 3  | 31 | −28 | 0 |

| Hemma \ Borta | Belgien | Brasilien | Iran | Kuba |
| Belgien       | —       | —         | 5–2  | 6–3  |
| Brasilien     | 5–2     | —         | 8–3  | 18–0 |
| Iran          | —       | —         | —    | 7–0  |
| Kuba          | —       | —         | —    | —    |

### Omgång 2

#### Grupp E
| Nr | Lag      | S | V | O | F | GM | IM | MS | P |
| -- | -------- | - | - | - | - | -- | -- | -- | - |
| 1  | Spanien  | 3 | 3 | 0 | 0 | 8  | 2  | +6 | 9 |
| 2  | Ryssland | 3 | 2 | 0 | 1 | 9  | 4  | +5 | 6 |
| 3  | Italien  | 3 | 1 | 0 | 2 | 5  | 8  | −3 | 3 |
| 4  | Belgien  | 3 | 0 | 0 | 3 | 4  | 12 | −8 | 0 |

| Hemma \ Borta | Belgien | Italien | Ryssland | Spanien |
| Belgien       | —       | —       | —        | 1–2     |
| Italien       | 4–1     | —       | 0–3      | —       |
| Ryssland      | 6–2     | —       | —        | —       |
| Spanien       | —       | 4–1     | 2–0      | —       |

#### Grupp F
| Nr | Lag           | S | V | O | F | GM | IM | MS | P |
| -- | ------------- | - | - | - | - | -- | -- | -- | - |
| 1  | Brasilien     | 3 | 2 | 1 | 0 | 12 | 5  | +7 | 7 |
| 2  | Ukraina       | 3 | 1 | 2 | 0 | 11 | 9  | +2 | 5 |
| 3  | Uruguay       | 3 | 1 | 0 | 2 | 10 | 14 | −4 | 3 |
| 4  | Nederländerna | 3 | 0 | 1 | 2 | 9  | 14 | −5 | 1 |

| Hemma \ Borta | Brasilien | Nederländerna | Ukraina | Uruguay |
| Brasilien     | —         | 5–1           | —       | 5–2     |
| Nederländerna | —         | —             | 4–4     | —       |
| Ukraina       | 2–2       | —             | —       | 5–3     |
| Uruguay       | —         | 5–4           | —       | —       |

## Utslagsspel
|  | Semifinaler | Semifinaler |       |          | Final      | Final |  |
|  |             |             |       |          |            |       |  |
|  | #37         |             |       |          |            |       |  |
|  | Brasilien   | 6 (2)       |       |          |            |       |  |
|  | Ryssland    | 2 (0)       |       |          |            |       |  |
|  |             |             |       |          |            |       |  |
|  |             |             |       |          | #40        |       |  |
|  |             |             |       |          | Brasilien  | 6 (3) |  |
|  |             | Spanien     | 4 (1) |          |            |       |  |
|  |             |             |       |          |            |       |  |
|  |             |             |       |          |            |       |  |
|  |             |             |       |          | Bronsmatch |       |  |
|  | #38         | #38         |       | #39      | #39        |       |  |
|  | Spanien     | 4 (2)       |       | Ryssland | 3 (1)      |       |  |
|  | Ukraina     | 1 (0)       |       |          | Ukraina    | 2 (1) |  |

### Semifinaler
|       | #37 – 6/12/1996 | Brasilien                                             | 6 – 2           | Ryssland                                  | Palau Sant Jordi, Barcelona          |                                      |
| 17:00 | 17:00           | Chôco 10′, 14′, 40′ Márcio 26′, 29′ Manoel Tobias 39′ | (2 – 0) Rapport | Konstantin Eremenko 35′ Arkadiy Belyi 36′ | Publik: 8 300 Domare: Antonin Herzog | Publik: 8 300 Domare: Antonin Herzog |
| 17:00 | 17:00           |                                                       |                 |                                           | Publik: 8 300 Domare: Antonin Herzog | Publik: 8 300 Domare: Antonin Herzog |
| 17:00 | 17:00           |                                                       |                 |                                           | Publik: 8 300 Domare: Antonin Herzog | Publik: 8 300 Domare: Antonin Herzog |

|       | #38 – 6/12/1996 | Spanien                        | 4 – 1           | Ukraina              | Palau Sant Jordi, Barcelona          |                                      |
| 19:00 | 19:00           | Vicentin 3′, 6′, 39′ Santi 22′ | (2 – 0) Rapport | Georgii Melnikov 22′ | Publik: 8 300 Domare: Adrian Climent | Publik: 8 300 Domare: Adrian Climent |
| 19:00 | 19:00           |                                |                 |                      | Publik: 8 300 Domare: Adrian Climent | Publik: 8 300 Domare: Adrian Climent |
| 19:00 | 19:00           |                                |                 |                      | Publik: 8 300 Domare: Adrian Climent | Publik: 8 300 Domare: Adrian Climent |

### Bronsmatch
|       | #39 – 8/12/1996 | Ryssland                                   | 3 – 2           | Ukraina                                    | Palau Sant Jordi, Barcelona        |                                    |
| 10:30 | 10:30           | Arkadiy Belyi 10′, 36′ Temur Alekberov 24′ | (1 – 1) Rapport | Iouri Oussakovskii 10′ Taras Voniarkha 35′ | Publik: 15 500 Domare: Pedro Galan | Publik: 15 500 Domare: Pedro Galan |
| 10:30 | 10:30           |                                            |                 |                                            | Publik: 15 500 Domare: Pedro Galan | Publik: 15 500 Domare: Pedro Galan |
| 10:30 | 10:30           |                                            |                 |                                            | Publik: 15 500 Domare: Pedro Galan | Publik: 15 500 Domare: Pedro Galan |

### Final
|       | #40 – 8/12/1996 | Brasilien                                                         | 6 – 4           | Spanien                                        | Palau Sant Jordi, Barcelona          |                                      |
| 13:00 | 13:00           | Danilo 8′, 23′ Chôco 16′ Márcio 18′} Vander 37′ Manoel Tobias 39′ | (3 – 1) Rapport | Pato 16′ Serginho 21′ (sjm.) Vicentin 26′, 39′ | Publik: 15 500 Domare: Perry Gautier | Publik: 15 500 Domare: Perry Gautier |
| 13:00 | 13:00           |                                                                   |                 |                                                | Publik: 15 500 Domare: Perry Gautier | Publik: 15 500 Domare: Perry Gautier |
| 13:00 | 13:00           |                                                                   |                 |                                                | Publik: 15 500 Domare: Perry Gautier | Publik: 15 500 Domare: Perry Gautier |

## Utmärkelser
| Världsmästare i futsal 1996  | Världsmästare i futsal 1996                                         | Världsmästare i futsal 1996 |
| ---------------------------- | ------------------------------------------------------------------- | --------------------------- |
| Brasilien                    |                                                                     |                             |
| Adidas Golden Ball           | Adidas Golden Shoe                                                  | FIFA Fair Play award        |
| Manoel Tobias Choco Vicentin | Manoel Tobias (14 mål) Chôco (10 mål) Oleksandre Moskaliuk (10 mål) | Brasilien                   |